# Bello Horizonte
Bello Horizonte es un balneario uruguayo del departamento de Canelones. Forma parte del municipio de La Floresta.

## Ubicación
El balneario se encuentra localizado al sur del departamento de Canelones, sobre las costas del Río de la Plata, a la altura del km 57 de la ruta Interbalnearia. Limita al oeste con el balneario Costa Azul y al este con el balneario Guazú-Virá. Es uno de los balnearios que conforman la Costa de Oro uruguaya.

## Características
El fraccionamiento original de 200 ha se realizó en 1948. Sus dunas blancas y abruptos barrancos están rodeados por tupidos bosques de formación artificial. Su playa Los Corralitos es frecuentada por amantes de la pesca. Es un balneario de vida apacible con pequeños comercios y un centro social y deportivo. Su capacidad locativa permite alojar en verano hasta 10 veces su población permanente.

## Población
Según el censo de 2023, el balneario está habitado de forma permanente por 1 132 personas.
| 114           | 89 | 112 | 283 | 303 | 416 | 1 132 |
| (Fuente: INE) |    |     |     |     |     |       |

## Servicios
Los servicios que posee Bello Horizonte son: agua potable, electricidad, teléfono, internet y recolección de residuos.

## Ocio
El entorno de Bello Horizonte tiene varias opciones para variados gustos y edades de sus visitantes. La pureza del aire y la tranquilidad ofrece un espacio saludable para el descanso, el recreo y el deporte.
Paseos
cabalgatas  través del bosque, recorridos en, caminatas, avistamiento de aves, excursiones (trekking) a campo traviesa.
Actividades Culturales
Se destaca principalmente la Noche Blanca inspirada en la Blanche Nuit de París y se realiza cada mes de enero en el vecino balneario de La Floresta , con propuestas gastronónicas, artísticas y culturales.
Deportes
Pesca, surf, kitesurf, vóley de playa. También cuenta con un parque de aventura con circuitos de puentes, tirolesas, senderismo, camas elásticas y otros juegos.

### Turismo
En Bello horizonte se integran los bosques de Pinos, eucaliptus, acacias y los autóctonos canelones, con playas bordeadas de sedosos médanos de arena blanca y fina. Las mismas son amplias, con aguas de color verde a verde-amarronado y olas leves a fuertes, contando con áreas delimitadas para el baño y pesca, y guardavidas en la temporada estival .
Si bien el balneario se destaca por su rusticidad y carácter familiar, se puede disfrutar de una cena en clubes y restaurantes de la zona y aledaños.

## Clima
El clima en la zona es templado y húmedo con un promedio de 17 °C y 1000 mm anuales, con veranos cálidos y precipitaciones más o menos homogéneas durante todo el año. Las temperaturas máximas y mínimas en verano (enero) son de 28 °C y 17 °C respectivamente.